# 30 نوفمبر
- السبت
- الأحد
- الاثنين
- الثلاثاء
- الأربعاء
- الخميس
- الجمعة

- 110 جمادى الأولى 1447  هـ
- 211 جمادى الأولى 1447  هـ
- 312 جمادى الأولى 1447  هـ
- 413 جمادى الأولى 1447  هـ
- 514 جمادى الأولى 1447  هـ
- 615 جمادى الأولى 1447  هـ
- 716 جمادى الأولى 1447  هـ
- 817 جمادى الأولى 1447  هـ
- 918 جمادى الأولى 1447  هـ
- 1019 جمادى الأولى 1447  هـ
- 1120 جمادى الأولى 1447  هـ
- 1221 جمادى الأولى 1447  هـ
- 1322 جمادى الأولى 1447  هـ
- 1423 جمادى الأولى 1447  هـ
- 1524 جمادى الأولى 1447  هـ
- 1625 جمادى الأولى 1447  هـ
- 1726 جمادى الأولى 1447  هـ
- 1827 جمادى الأولى 1447  هـ
- 1928 جمادى الأولى 1447  هـ
- 2029 جمادى الأولى 1447  هـ
- 2130 جمادى الأولى 1447  هـ
- 221 جمادى الآخرة 1447  هـ
- 232 جمادى الآخرة 1447  هـ
- 243 جمادى الآخرة 1447  هـ
- 254 جمادى الآخرة 1447  هـ
- 265 جمادى الآخرة 1447  هـ
- 276 جمادى الآخرة 1447  هـ
- 287 جمادى الآخرة 1447  هـ
- 298 جمادى الآخرة 1447  هـ
- 309 جمادى الآخرة 1447  هـ
- 110 جمادى الآخرة 1447  هـ
- 211 جمادى الآخرة 1447  هـ
- 312 جمادى الآخرة 1447  هـ
- 413 جمادى الآخرة 1447  هـ
- 514 جمادى الآخرة 1447  هـ

30 نوفمبر أو 30 تشرين الثاني أو يوم 30 \ 11 (اليوم الثلاثين من الشهر الحادي عشر) هو اليوم الرابع والثلاثين بعد الثلاثمائة (334) من السنة، أو الخامس والثلاثين بعد الثلاثمائة (335) في السنوات الكبيسة، وفقًا للتقويم الميلادي الغربي (الغريغوري). يبقى بعده 31 يومًا على انتهاء السنة.

## أحداث
- 1700 ـ نشوب معركة نارفا في حرب الشمال العظمى بين الإمبراطورية السويدية وروسيا القيصرية.
- 1853 - وقوع معركة سينوب البحرية بين الإمبراطورية الروسية والدولة العثمانية، والتي إنتهت بتحطيم الأسطول العثماني، ضمن حرب القرم.
- 1854 - حاكم مصر محمد سعيد باشا يمنح الفرنسي فرديناند دي لسبس امتياز حفر قناة السويس.
- 1919 - المرأة في فرنسا تحصل على حق المشاركة في الانتخابات التشريعية.
- 1939 - الاتحاد السوفيتي يغزو فنلندا التي أعلنت حيادها في النزاعات العالمية خلال الحرب العالمية الثانية، وهو ما عرف باسم حرب الشتاء.
- 1942 - اندلاع معركة تاسافارونغا بين البحريتين الأمريكية واليابانية أثناء الحرب العالمية الثانية.
- 1962 - انتخاب الدبلوماسي البورمي يو ثانت أمينًا عامًا للأمم المتحدة.
- 1965 - أمير الكويت الشيخ صباح السالم الصباح يعين الشيخ جابر الأحمد الصباح رئيسًا لمجلس الوزراء.
- 1967 - استقلال اليمن الجنوبي برئاسة قحطان محمد الشعبي.
- 1970 -
  - الأمم المتحدة تصدر «القرار رقم 649» والذي نص على حق الشعب الفلسطيني في تقرير مصيره.
  - إطلاق اسم جمهورية اليمن الديمقراطية الشعبية على اليمن الجنوبي.
- 1971 - القوات الإيرانية تسيطر على جزر طنب الكبرى وطنب الصغرى وأبو موسى في الخليج العربي وتدعي ملكيتها.
- 1973 - الجمعية العامة للأمم المتحدة تقر الاتفاقية الدولية لقمع جريمة الفصل العنصري والمعاقبة على هذه الجريمة.
- 1995 ـ إعلان انتهاء عملية عاصفة الصحراء رسميًا.
- 1999 - نواب مجلس الأمة الكويتي يصوتون ضد منح المرأة حق المشاركة في الانتخابات.
- 2004 - وزير الأمن الوطني الأمريكي توم ريدج يستقيل من منصبه احتجاجًا على سياسات الرئيس جورج دبليو بوش.
- 2011 - أمير الكويت الشيخ صباح الأحمد الجابر الصباح يكلف وزير الدفاع الشيخ جابر مبارك الحمد الصباح بتشكيل الحكومة الجديدة، وذلك بعد قبوله استقالة الشيخ ناصر المحمد الأحمد الصباح بعد مطالبات من المعارضة بتغييره بعد أن اتهمته بالفساد.
- 2012 - الجمعية التأسيسية لوضع الدستور المصري تصادق بالاجماع على الدستور الجديد، وتقرر رفعه إلى الرئيس محمد مرسي تمهيدًا لدعوة الناخبين للاستفتاء عليه.
- 2015 - افتتاح القمة الحادية والعشرين حول المناخ في باريس بحضور 195 دولة و158 رئيس دولة وحكومة، ما يجعل من هذه النسخة الأهم والأكبر بعد اجتماع الجمعية العامة للأمم المتحدة.
- 2018 - افتتاح قمة مجموعة العشرين الثانية عشرة في العاصمة الأرجنتينية بوينس آيرس، وهي أول قمة لمجموعة العشرين تستضيفها قارة أمريكا الجنوبية
- 2019 - استقالة عادل عبد المهدي رئيس وزراء العراق، من منصبه بعد احتجاجات شهدتها البلاد بسبب سوء الخدمات الأساسية والفساد.
- 2021 -
  - انطلاق النسخة العاشرة من بطولة كأس العرب 2021 في قطر بمشاركة 16 منتخباً عربياً.
  - ساندرا ماسون تصبح أول رئيسة لجمهورية باربادوس بعد تحولها إلى جمهورية مستقلة عن التاج البريطاني.

## مواليد
- 1466 - أندريا دوريا، سياسي وبحار إيطالي.
- 1498 - أندريس دي أوردانيتا، مستكشف إسباني.
- 1508 - أندريا بالاديو، مهندس معماري إيطالي.
- 1667 - جوناثان سويفت، أديب وسياسي أيرلندي.
- 1817 - تيودور مومزن، مؤرخ وكاتب ألماني حاصل على جائزة نوبل في الأدب عام 1902.
- 1835 - مارك توين، روائي أمريكي.
- 1869 - غوستاف دالين، عالم فيزياء سويدي حاصل على جائزة نوبل في الفيزياء عام 1912.
- 1874 - ونستون تشرشل، رئيس وزراء المملكة المتحدة حاصل على جائزة نوبل في الأدب عام 1953.
- 1889 - إدغار أدريان، طبيب بريطاني حاصل على جائزة نوبل في الطب عام 1932.
- 1906 - رياض السنباطي، ملحن مصري.
- 1915 - هنري تاوب، عالم كيمياء أمريكي حاصل على جائزة نوبل في الكيمياء عام 1983.
- 1924 - شيرلي تشيزوم، سياسية أمريكية.
- 1926 - أندرو سكالي، طبيب أمريكي حاصل على جائزة نوبل في الطب عام 1977.
- 1937 - ريدلي سكوت، مخرج بريطاني.
- 1953 - سليمان الملا، مغني وملحن كويتي.
- 1960 -
  - هيام عباس، ممثلة ومخرجة وكاتبة من عرب 48.
  - غاري لينيكر، لاعب كرة قدم إنجليزي.
- 1965 -
  - بن ستيلر، ممثل أمريكي.
  - ألدايير، لاعب كرة قدم برازيلي.
- 1969 - أيمي رايان، ممثلة أمريكية.
- 1977 - إيفان غيريرو، لاعب كرة قدم هندوراسي.
- 1978 - غايل غارسيا برنال، ممثل مكسيكي.
- 1980 - جيمي أشدون، لاعب كرة قدم إنجليزي.
- 1981 - يعقوب الأنصاري، لاعب كرة قدم كويتي.
- 1982 - إليشا كثبيرت، ممثلة كندية.
- 1983 - أدريان كريستيا، لاعب كرة قدم روماني.
- 1984 -
  - نايجل دي يونغ، لاعب كرة قدم هولندي.
  - ألان هاتون، لاعب كرة قدم اسكتلندي.
- 1989 - فلاديمير فايس، لاعب كرة قدم أوكراني.

## وفيات
- 1830 - البابا بيوس الثامن، بابا الكنيسة الرومانية الكاثوليكية.
- 1853 - أبو بكر الملا الأحسائي، وفقيه حنفي وشاعر وكاتب سعودي.
- 1900 - أوسكار وايلد، كاتب أيرلندي.
- 1949 - بشارة واكيم، ممثل مصري.
- 1965 - كامل الشناوي، شاعر وصحافي مصري.
- 1971 - سالم سهيل خميس ، شرطي تعتبره الإمارات أول شهيد لديها.
- 1978 - حسن جوهر حيات، نائب في مجلس الأمة الكويتي.
- 1988 - عبد الباسط عبد الصمد، قارئ قرآن مصري.
- 1989 -
  - أحمدو أهيجو، رئيس الكاميرون الأول.
  - حسن فتحي، مهندس معماري مصري.
- 2012 - محمد الشيخ نجيب، مخرج وممثل سوري.
- 2013 - بوول ووكر، ممثل أمريكي بطل سلسلة أفلام السرعة والغضب..
- 2014 - رضوى عاشور، قاصة وروائية وناقدة أدبية مصرية.
- 2015 - شيغيرو ميزوكي، رسام مانغا ياباني.
- 2016 - أعمر الزاهي، مغني وعازف ماندول جزائري.
- 2018 - جورج بوش الأب، الرئيس الحادي والأربعون للولايات المتحدة.
- 2021 - عبد الرحيم مكاوي، ناشر سوداني.

## أعياد ومناسبات
- اليوم العالمي لوقف عقوبة الإعدام.
- عيد الاستقلال في باربادوس.
- يوم القديس أندراوس في اسكتلندا.
- يوم الشهيد في الإمارات العربية المتحدة.
- عيد الجلاء في جمهورية اليمن الديمقراطية الشعبية.

## وصلات خارجية
- وكالة الأنباء القطريَّة: حدث في مثل هذا اليوم.
- النيويورك تايمز: حدث في مثل هذا اليوم.
- BBC: حدث في مثل هذا اليوم.